# Сыгнаг (село)
Сыгнаг (азерб. Sığnaq; ранее в советских русскоязычных источниках — Сигнах), — село в Чанагчинском сельском административно-территориальном округе Ходжалинского района Азербайджана.

## География
Село Сыгнаг входит в состав Чанагчинского сельского административно-территориального округа Ходжалинского района, при этом в состав этого сельского административно-территориального округа входит также и село Чанагчы, которое является центром этого сельского административно-территориального округа.
Село расположено в 19 км от Ханкенди.

## История
Село Сыгнаг является одним из древних сёл в Карабахе. Как населённый пункт Сыгнаг сформировался в XIV веке. Но в резкльтате войн первоначально образованное на местности село было роазрушено, и по этой причине в XVII веке жителями на этом месте был основан новый населённый пункт.
В советский период на 1 января 1977 года село входило в состав Чанахчинского сельсовета Степанакертского района Нагорно-Карабахской автономной области (НКАО) Азербайджанской ССР. Указом Президиума Верховного Совета Азербайджанской ССР от 15 мая 1978 года было постановлено утвердить решение исполнительного комитета областного Совета народных депутатов Нагорно-Карабахской автономной области о переносе центра Степанакертского района из города Степанакерт (ныне Ханкенди) в рабочий посёлок Аскеран и переименовании Степанакертского района в Аскеранский район. В результате это село оказалось в составе Аскеранского района НКАО Азербайджанской ССР.
2 сентября 1991 года на совместной сессии Нагорно-Карабахского областного и Шаумяновского районного Советов народных депутатов была принята Декларация о провозглашении Нагорно-Карабахской Республики в границах Нагорно-Карабахской автономной области (НКАО) и сопредельного Шаумяновского района Азербайджанской ССР.
26 ноября 1991 года Верховный Совет Азербайджанский Республики принял закон «Об упразднении Нагорно-Карабахской автономной области Азербайджанской Республики». В этом законе помимо упразднения Нагорно-Карабахской Автономной Области (НКАО), было постановлено в том числе также и упразднение Аскеранского района, образование Ходжалинского района с центром в городе Ходжалы и передача территории упразднённого Аскеранского района в состав Ходжалинского района. В настоящее время село Сыгнаг входит в состав Чанагчинского сельского административно-территориального округа Ходжалинского района Азербайджана.
В ходе Карабахского конфликта село в начале 1990-х годов попало под контроль непризнанной Нагорно-Карабахской Республики (НКР), согласно административно-территориальному делению которой входило в состав Аскеранского района НКР и называлось Схнах (арм. Սղնախ, также Сгнах).
9 ноября 2020 года, во время Второй Карабахской войны, президент Азербайджана Ильхам Алиев объявил о восстановлении контроля над селом Сыгнаг. Переход села под контроль Азербайджана было подтверждено также и властями непризнанной НКР. Как сообщает PanARMENIAN.Net, осенью 2020 года жители села из-за войны были эвакуированы из села армянской стороной.
Согласно PanARMENIAN.Net (новость на сайте датируется 3 июля 2021 года), азербайджанской стороной было снесено армянское кладбище, основанное в середине XVIII века. PanARMENIAN.Net сообщает о заявлении «Caucasus Heritage Watch», где говорится о том, что кладбище было снесено бульдозером с целью строительства дороги.
15 января 2021 года Oxu.Az сообщил, что президент Азербайджана Ильхам Алиев посетил село Сыгнаг.

## Население
По состоянию на 1 января 1933 года в селе проживало 512 человек (108 хозяйств), все — армяне.